# جان میر (آهنگساز)
جان مِـیر (انگلیسی: John Mayer؛ ‏ ۲۸ اکتبر ۱۹۳۰ – ۹ مارس ۲۰۰۴) موزیسین جاز، آهنگساز، موسیقی‌دان و مربی موسیقی اهل هند بود.
از فیلم‌های او می‌توان به مسیر خطر اشاره کرد.